# Hvězdný katalog
Hvězdný katalog je astronomický katalog či atlas.
Mezi nejvýznamnější patří:
- Astronomické atlasy
  - Atlas Australis
  - Atlas Coeli Skalnaté Pleso 1950.0
  - Atlas Borealis
  - Atlas Eclipticalis
  - Uranometria

- Astronomické katalogy
  - Boss General Catalogue
  - Glieseho katalog
  - Index Catalogue
  - Katalog Hipparcos
  - Katalog Tycho + Tycho-2
  - HabCat
  - Messierův katalog
  - New General Catalogue